# Elecciones estatales de Sabah de 1981
Las elecciones estatales de Sabah de 1981 tuvieron lugar entre el 23 y el 28 de marzo del mencionado año con el objetivo de renovar los 48 escaños de la Asamblea Legislativa Estatal, que a su vez investiría a un Ministro Principal (Jefe de Gobierno) para el período 1981-1986, a no ser que se realizaran elecciones adelantadas en este período. El sistema electoral utilizado fue el escrutinio mayoritario uninominal. Se realizaron en desfase con las elecciones federales para el Dewan Rakyat de Malasia a nivel nacional.
El oficialista Frente Unido del Pueblo de Sabah (BERJAYA), presidido por el ministro Principal Harris Salleh, obtuvo un aplastante triunfo con el 61.90% del voto popular y una mayoría absoluta de dos tercios con 44 de los 48 escaños, casi la totalidad de las circunscripciones. La principal oposición, la Organización Nacional Unida de Sabah (USNO), vio diezmado su apoyo popular con un 20.29% de los votos y tan solo 3 escaños, uno de ellos ocupado por su líder, el exministro Principal Mustapha Harun. El partido PASOK, de G. S. Sundang, no obtuvo representación parlamentaria a pesar de quedar tercero con un 7.43% de los sufragios, mientras que el Partido Chino Consolidado de Sabah (SCCP) obtuvo el escaño restante, habiendo quedado cuarto con el 6.25%, siendo electo diputado estatal Chan Tze Hiang. El Partido de Acción Democrática (DAP), principal oposición a nivel nacional, logró solo el 0.72%, mientras que los candidatos independientes el 3.38% restante. La participación fue del 76.62% del electorado registrado.
Con este resultado, Harris Salleh fue reelegido para un segundo mandato como Ministro Principal.

## Resultados
|  | 61.90 % |

|  | 91.67 % |

|  | 20.29 % |

|  | 6.25 % |

|  | 7.43 % |

|  | 0.00 % |

|  | 6.25 % |

|  | 2.08 % |

|  | 0.72 % |

|  | 0.00 % |

|  | 3.38 % |

|  | 0.00 % |